# LNB Pro A 2020-21
La LNB Pro A 2020-2021, denominada por motivos de patrocinio Jeep Élite, fue la edición número 99 de la Pro A, la máxima competición de baloncesto de Francia. La temporada regular comenzó el 26 de septiembre de 2020 y finalizará en junio de 2021. Debido a la pandemia de COVID-19 y el consiguiente cese de las competiciones, no se ha realizado ningún ascenso o descenso. Los dieciocho participantes en la competición son, por tanto, los mismos que en la temporada anterior.

## Equipos temporada 2020-21
| Equipo                        | Ciudad              | Pabellón                                     | Capacidad   |
| ----------------------------- | ------------------- | -------------------------------------------- | ----------- |
| AS Monaco Basket              | Fontvieille, Monaco | Salle Gaston Médecin                         | 3700        |
| ASVEL                         | Villeurbanne        | Astroballe                                   | 5556        |
| BCM Gravelines-Dunkerque      | Gravelines          | Sportica                                     | 3043        |
| Boulazac Basket Dordogne      | Boulazac            | Le Palio                                     | 5200        |
| Champagne Châlons-Reims       | Châlons / Reims     | Complexe René-Tys / Pierre de Coubertin      | 2781 / 2791 |
| Cholet Basket                 | Cholet              | La Meilleraie                                | 5191        |
| Élan Béarnais Pau-Lacq-Orthez | Pau                 | Palais des Sports de Pau                     | 7707        |
| Élan Chalon                   | Chalon-sur-Saône    | Le Colisée                                   | 4948        |
| ESSM Le Portel                | Le Portel           | Chaudron                                     | 3500        |
| JDA Dijon Basket              | Dijon               | Palais des Sports Jean-Michel Geoffroy       | 4628        |
| JL Bourg-en-Bresse            | Bourg-en-Bresse     | Ekinox                                       | 3548        |
| Le Mans Sarthe Basket         | Le Mans             | Antarès                                      | 6023        |
| Levallois Metropolitans       | Levallois-Perret    | Palais des Sports Marcel Cerdan              | 3051        |
| Limoges CSP                   | Limoges             | Beaublanc                                    | 5516        |
| Nanterre 92                   | Nanterre            | Palais des Sports / Halle Georges Carpentier | 3000 / 5009 |
| Orleans Loiret                | Orleans             | Palais des Sports                            | 3,222       |
| Roanne                        | Roanne              | Halle André Vacheresse                       | 5,000       |
| SIG Basket                    | Strasbourg          | Rhénus Sport                                 | 6200        |

## Temporada regular

### Clasificación
|                                                             | Equipo                   | J  | G  | P  | PF   | PC   | DP   |
| ----------------------------------------------------------- | ------------------------ | -- | -- | -- | ---- | ---- | ---- |
| 1                                                           | Dijon                    | 34 | 27 | 7  | 2762 | 2539 | 223  |
| 2                                                           | ASVEL                    | 34 | 27 | 7  | 3083 | 2655 | 428  |
| 3                                                           | Strasbourg               | 34 | 24 | 10 | 2814 | 2698 | 116  |
| 4                                                           | Monaco                   | 34 | 24 | 10 | 2834 | 2594 | 240  |
| 5                                                           | Bourg                    | 34 | 22 | 12 | 2910 | 2729 | 181  |
| 6                                                           | Levallois                | 34 | 20 | 14 | 2730 | 2626 | 104  |
| 7                                                           | Le Mans                  | 34 | 19 | 15 | 2909 | 2870 | 39   |
| 8                                                           | Orleans Loiret           | 34 | 19 | 15 | 2891 | 2732 | 159  |
| 9                                                           | Limoges CSP              | 34 | 17 | 17 | 2583 | 2664 | -81  |
| 10                                                          | Nanterre 92              | 34 | 17 | 17 | 2849 | 2807 | 42   |
| 11                                                          | Pau-Orthez               | 34 | 16 | 18 | 2753 | 2819 | -66  |
| 12                                                          | Champagne Châlons-Reims  | 34 | 13 | 21 | 2754 | 2896 | -142 |
| 13                                                          | ESSM Le Portel           | 34 | 13 | 21 | 2489 | 2751 | -262 |
| 14                                                          | Cholet                   | 34 | 12 | 22 | 2815 | 2842 | -27  |
| 15                                                          | BCM Gravelines-Dunkerque | 34 | 11 | 23 | 2571 | 2863 | -292 |
| 16                                                          | Roanne                   | 34 | 11 | 23 | 2712 | 2836 | -124 |
| 17                                                          | Chalon                   | 34 | 10 | 24 | 2771 | 2961 | -190 |
| 18                                                          | Boulazac Basket Dordogne | 34 | 4  | 30 | 2629 | 2977 | -348 |
| Fuente: Ligue Nationale de Basket; actualización automática |                          |    |    |    |      |      |      |

## Play-offs
|  | Cuartos de final | Cuartos de final      | Cuartos de final |               |    | Semifinales | Semifinales | Semifinales |  |   | Final     | Final | Final |  |
|  |                  |                       |                  |               |    |             |             |             |  |   |           |       |       |  |
|  |                  |                       |                  |               |    |             |             |             |  |   |           |       |       |  |
|  | 1                | JDA Dijon             | 83               |               |    |             |             |             |  |   |           |       |       |  |
|  | 1                | JDA Dijon             | 83               |               |    |             |             |             |  |   |           |       |       |  |
|  | 8                | Orléans Loiret Basket | 59               |               |    |             |             |             |  |   |           |       |       |  |
|  | 8                | Orléans Loiret Basket | 59               |               | 1  | JDA Dijon   | 79          |             |  |   |           |       |       |  |
|  |                  |                       |                  |               | 1  | JDA Dijon   | 79          |             |  |   |           |       |       |  |
|  |                  |                       | 4                | AS Mónaco     | 68 |             |             |             |  |   |           |       |       |  |
|  | 4                | AS Mónaco             | 4                | AS Mónaco     | 68 | 91          |             |             |  |   |           |       |       |  |
|  | 4                | AS Mónaco             |                  |               |    |             |             |             |  |   |           |       |       |  |
|  | 5                | JL Bourg Basket       | 72               |               |    |             |             |             |  |   |           |       |       |  |
|  | 5                | JL Bourg Basket       | 72               |               |    |             |             |             |  | 1 | JDA Dijon | 74    |       |  |
|  |                  |                       |                  |               |    |             |             |             |  | 1 | JDA Dijon | 74    |       |  |
|  |                  |                       | 2                | ASVEL         | 87 |             |             |             |  |   |           |       |       |  |
|  | 2                | ASVEL                 | 2                | ASVEL         | 87 | 97          |             |             |  |   |           |       |       |  |
|  | 2                | ASVEL                 |                  |               |    |             |             |             |  |   |           |       |       |  |
|  | 7                | Le Mans Sarthe Basket | 79               |               |    |             |             |             |  |   |           |       |       |  |
|  | 7                | Le Mans Sarthe Basket | 79               |               | 2  | ASVEL       | 83          |             |  |   |           |       |       |  |
|  |                  |                       |                  |               | 2  | ASVEL       | 83          |             |  |   |           |       |       |  |
|  |                  |                       | 3                | Strasbourg IG | 67 |             |             |             |  |   |           |       |       |  |
|  | 3                | Strasbourg IG         | 3                | Strasbourg IG | 67 | 79          |             |             |  |   |           |       |       |  |
|  | 3                | Strasbourg IG         |                  |               |    |             |             |             |  |   |           |       |       |  |
|  | 6                | Metropolitans 92      | 68               |               |    |             |             |             |  |   |           |       |       |  |
|  | 6                | Metropolitans 92      | 68               |               |    |             |             |             |  |   |           |       |       |  |
|  |                  |                       |                  |               |    |             |             |             |  |   |           |       |       |  |

## Estadísticas
Hasta el final de temporada.
| Rank | Nombre            | Equipo                  | PPP  |
| ---- | ----------------- | ----------------------- | ---- |
| 1.   | Danilo Andjusic   | JL Bourg Basket         | 20.0 |
| 2.   | Bonzie Colson     | SIG Strasbourg          | 18.4 |
| 3.   | Brandon Jefferson | SIG Strasbourg          | 17.2 |
| 4.   | Sean Armand       | Élan Sportif Chalonnais | 16.8 |
| 5.   | Ovie Soko         | Le Mans Sarthe Basket   | 15.9 |

| Rank | Nombre           | Equipo         | APP |
| ---- | ---------------- | -------------- | --- |
| 1.   | Paris Lee        | Orléans Loiret | 7.8 |
| 2.   | Michael Stockton | Cholet Basket  | 7.2 |
| 3.   | Thomas Heurtel   | ASVEL Basket   | 6.3 |
| 4.   | Jordon Crawford  | Élan Chalon    | 6.2 |
| 5.   | David Holston    | JDA Dijon      | 6.1 |

| Rank | Nombre          | Equipo                   | RPP |
| ---- | --------------- | ------------------------ | --- |
| 1.   | Alen Omic       | JL Bourg Basket          | 9.1 |
| 2.   | Mouphtaou Yarou | Boulazac Basket Dordogne | 8.3 |
| 3.   | Petr Cornelie   | ÉB Pau-Orthez            | 7.9 |
| 4.   | Chris Horton    | Cholet Basket            | 7.8 |
| 5.   | Jerry Boutsiele | CSP Limoges              | 6.9 |

| Rank | Nombre            | Equipo                  | TPP |
| ---- | ----------------- | ----------------------- | --- |
| 1.   | Victor Wembanyama | Nanterre 92             | 1.9 |
| 2.   | Chris Horton      | Cholet Basket           | 1.2 |
| 3.   | Maxime Roos       | Metropolitans 92        | 1.2 |
| 4.   | Gani Lawal        | Champagne Châlons Reims | 1.2 |
| 5.   | Moustapha Fall    | ASVEL Basket            | 1.2 |

### Valoración
| Rank | Nombre           | Equipo                   | VPP  |
| ---- | ---------------- | ------------------------ | ---- |
| 1.   | Bonzie Colson    | SIG Strasbourg           | 19.1 |
| 2.   | Paris Lee        | Orléans Loiret           | 18.2 |
| 3.   | Mouphtaou Yarou  | Boulazac Basket Dordogne | 18.1 |
| 4.   | Ovie Soko        | Le Mans Sarthe Basket    | 17.7 |
| 5.   | Michael Stockton | Cholet Basket            | 17.6 |